# 戴恩·威瑟斯普
戴恩·威瑟斯普（英語：Dane Witherspoon，1957年12月27日—2014年3月29日），是一名美国演员。他出演过电视剧《圣巴巴拉》、《国会》。
他出生于德薩斯州的登頓，后在加州旧金山长大。2014年，死于科罗拉多州，享年56岁。